# Zoarcidae
Famille
Les zoarcidés (Zoarcidae) forment une famille de poissons perciformes comptant 220 espèces marines, certaines de grandes profondeurs. Ces espèces sont appelées lycodes ou loquettes. La plus grande espèce est Zoarces americanus qui peut mesurer plus d'un mètre. 
Certaines espèces comme Zoarces viviparus possèdent des caractéristiques rares pour des poissons, comme le fait d'être vivipares. 

## Liste des genres
Selon World Register of Marine Species (4 mai 2016) :
- sous-famille Gymnelinae Gill, 1863
  - genre Andriashevia Fedorov & Neyelov, 1978
  - genre Barbapellis Iglésias, Dettai & Ozouf-Costaz, 2012
  - genre Bilabria Schmidt, 1936
  - genre Davidijordania Popov, 1931
  - genre Ericandersonia Shinohara & Sakurai, 2006
  - genre Gymnelopsis Soldatov, 1922
  - genre Gymnelus Reinhardt, 1834
  - genre Hadropareia Schmidt, 1904
  - genre Krusensterniella Schmidt, 1904
  - genre Magadanichthys Shinohara, Nazarkin, Yabe & Chereshnev, 2006
  - genre Melanostigma Günther, 1881
  - genre Nalbantichthys Schultz, 1967
  - genre Opaeophacus Bond & Stein, 1984
  - genre Puzanovia Fedorov, 1975
  - genre Seleniolycus Anderson, 1988
- sous-famille Lycodinae Gill, 1861
  - genre Aiakas Gosztonyi, 1977
  - genre Argentinolycus Matallanas & Corbella, 2012
  - genre Austrolycus Regan, 1913
  - genre Bellingshausenia Matallanas, 2009
  - genre Bentartia Matallanas, 2010
  - genre Bothrocara Bean, 1890
  - genre Bothrocarina Suvorov, 1935
  - genre Crossostomus Lahille, 1908
  - genre Dadyanos Whitley, 1951
  - genre Derepodichthys Gilbert, 1896
  - genre Dieidolycus Anderson, 1988
  - genre Eucryphycus Anderson, 1988
  - genre Exechodontes DeWitt, 1977
  - genre Gosztonyia Matallanas, 2009
  - genre Hadropogonichthys Fedorov, 1982
  - genre Iluocoetes Jenyns, 1842
  - genre Japonolycodes Shinohara, Sakurai & Machida, 2002
  - genre Letholycus Anderson, 1988
  - genre Leucogrammolycus Mincarone & Anderson, 2008
  - genre Lycenchelys Gill, 1884
  - genre Lycodapus Gilbert, 1890
  - genre Lycodes Reinhardt, 1831
  - genre Lycodichthys Pappenheim, 1911
  - genre Lycodonus Goode & Bean, 1883
  - genre Lycogrammoides Soldatov & Lindberg, 1928
  - genre Lyconema Gilbert, 1896
  - genre Maynea Cunningham, 1871
  - genre Notolycodes Gosztonyi, 1977
  - genre Oidiphorus McAllister & Rees, 1964
  - genre Ophthalmolycus Regan, 1913
  - genre Pachycara Zugmayer, 1911
  - genre Patagolycus Matallanas & Corbella, 2012
  - genre Phucocoetes Jenyns, 1842
  - genre Piedrabuenia Gosztonyi, 1977
  - genre Plesienchelys Anderson, 1988
  - genre Pogonolycus Norman, 1937
  - genre Pyrolycus Machida & Hashimoto, 2002
  - genre Santelmoa Matallanas, 2010
  - genre Taranetzella Andriashev, 1952
  - genre Thermarces Rosenblatt & Cohen, 1986
- sous-famille Lycozoarcinae Andriashev, 1939
  - genre Lycozoarces Popov, 1935
- sous-famille Zoarcinae Swainson, 1839
  - genre Zoarces Cuvier, 1829

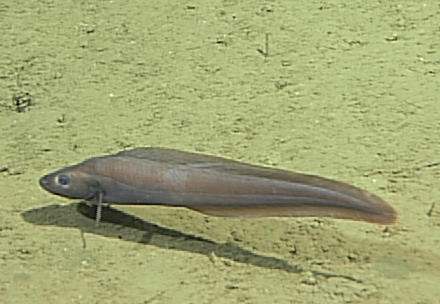
Bothrocara brunneum
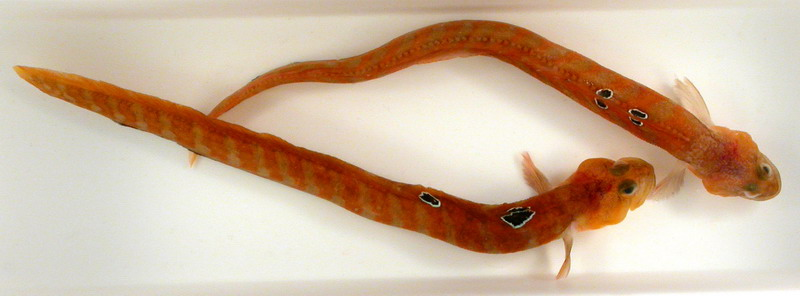
Gymnelus hemifasciatus
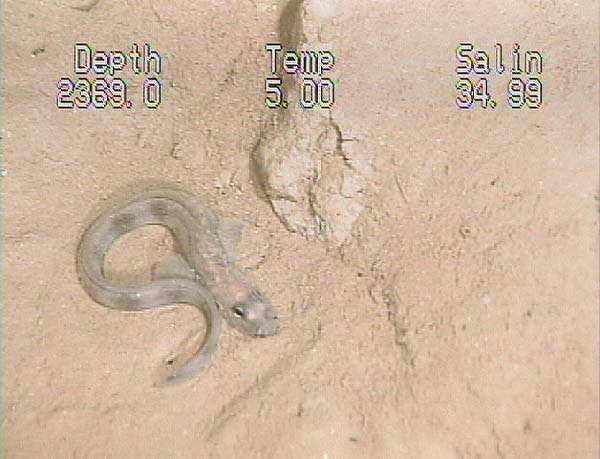
Lycenchelys verrillii
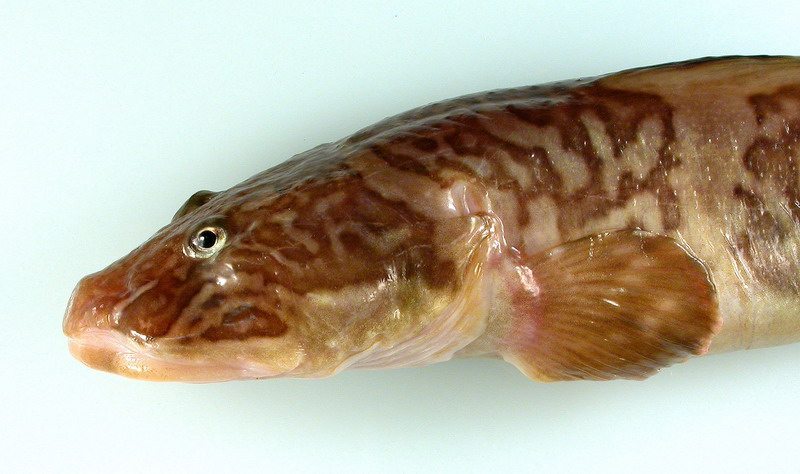
Lycodes raridens
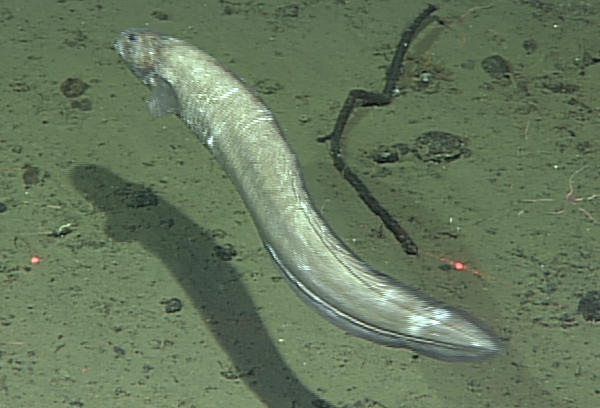
Pachycara sp.
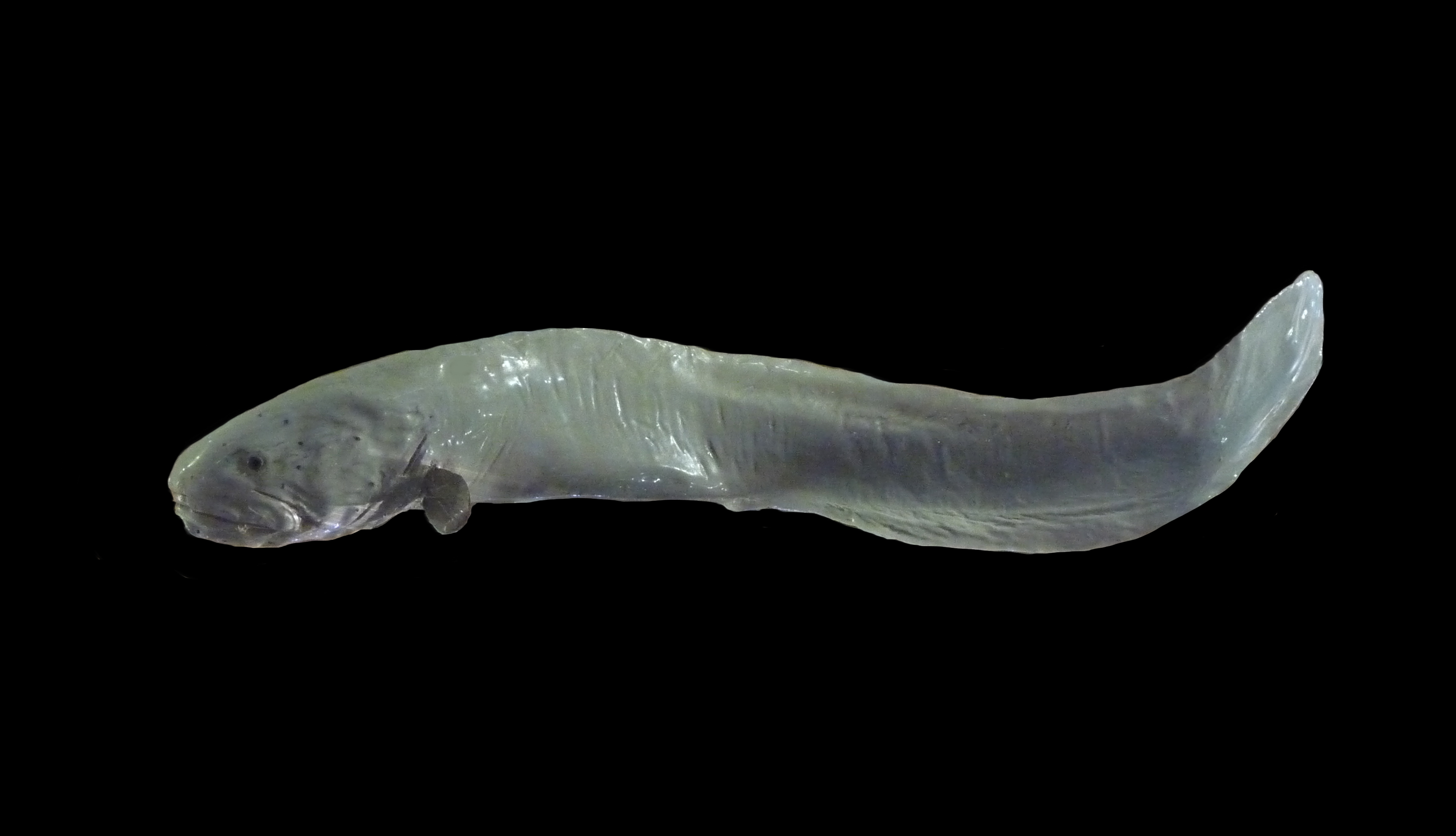
Thermarces cerberus
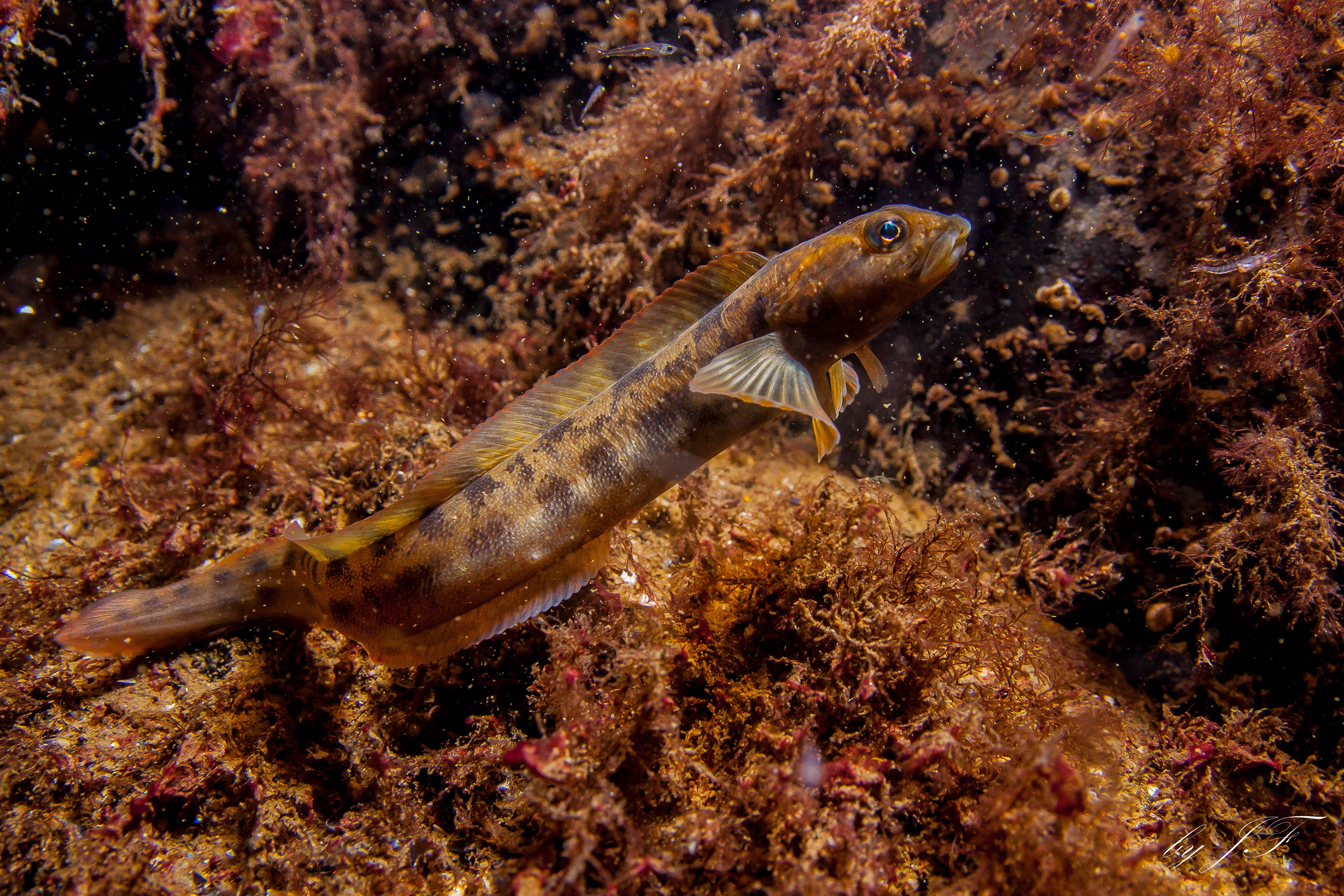
Zoarces viviparus